# Chileparakit
Chileparakit (Enicognathus leptorhynchus) är en fågel i familjen västpapegojor inom ordningen papegojfåglar.

## Utbredning och systematik
Fågeln förekommer i låglänta områden i Chile (från Aconcagua söderut till norra Aysen och Chiloé). Den behandlas som monotypisk, det vill säga att den inte delas in i några underarter.

## Status
Arten har ett stort utbredningsområde och beståndet anses vara stabilt. Internationella naturvårdsunionen IUCN listar den därför som livskraftig (LC).

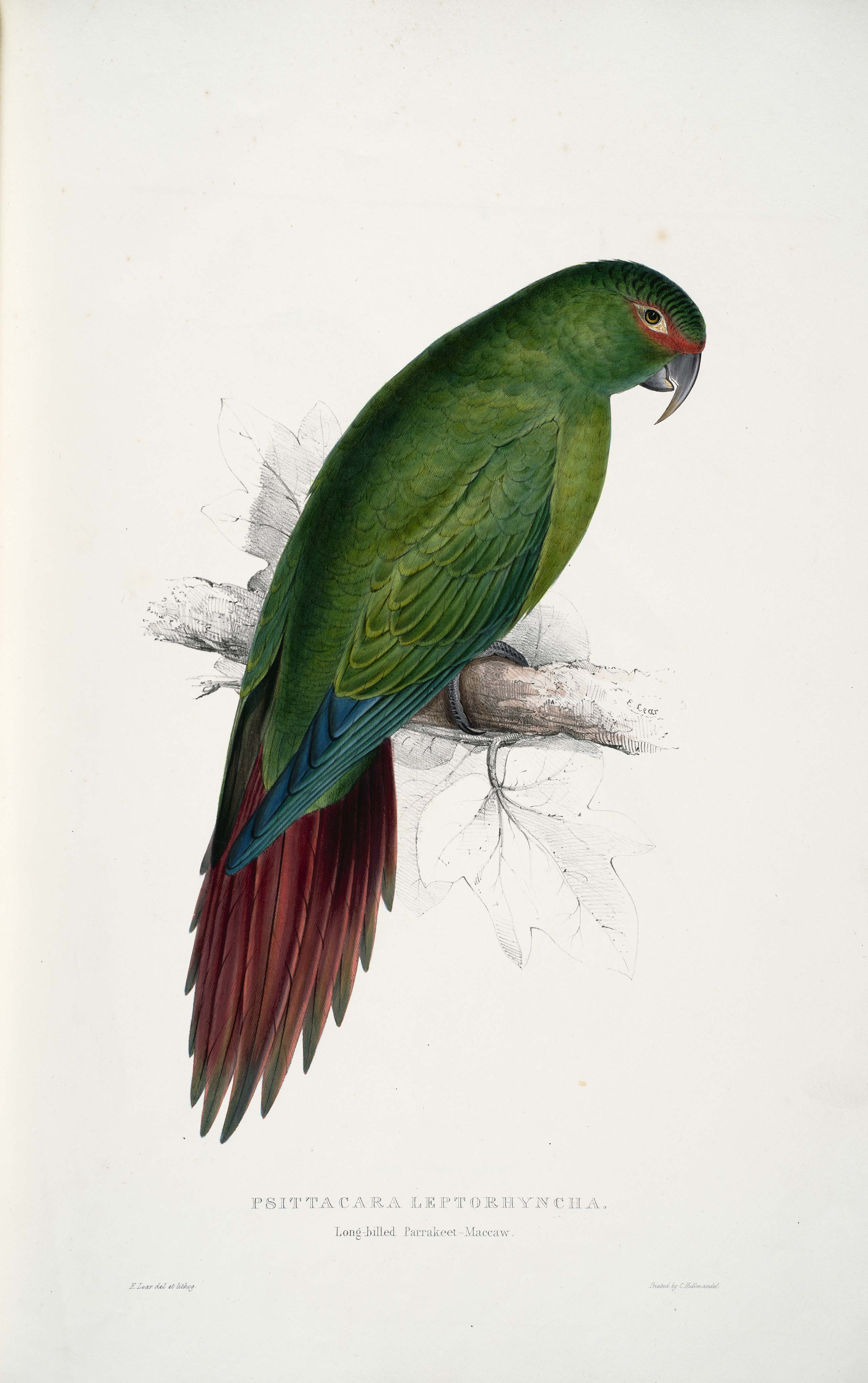